# Monastero del Corpus Domini
Il monastero del Corpus Domini, fondato nel 1406, è stato un complesso molto esteso, compreso tra via Praisolo, via Campofranco, via Pergolato e via Savonarola, a Ferrara. In seguito è stato distrutto da un incendio e quindi ricostruito, ridotto rispetto all'estensione precedente. Ospitò per circa 28 anni santa Caterina Vegri prima del suo trasferimento a Bologna ed è stato tradizionalmemte il principale luogo di sepoltura degli esponenti della casata estense in città.

## Storia

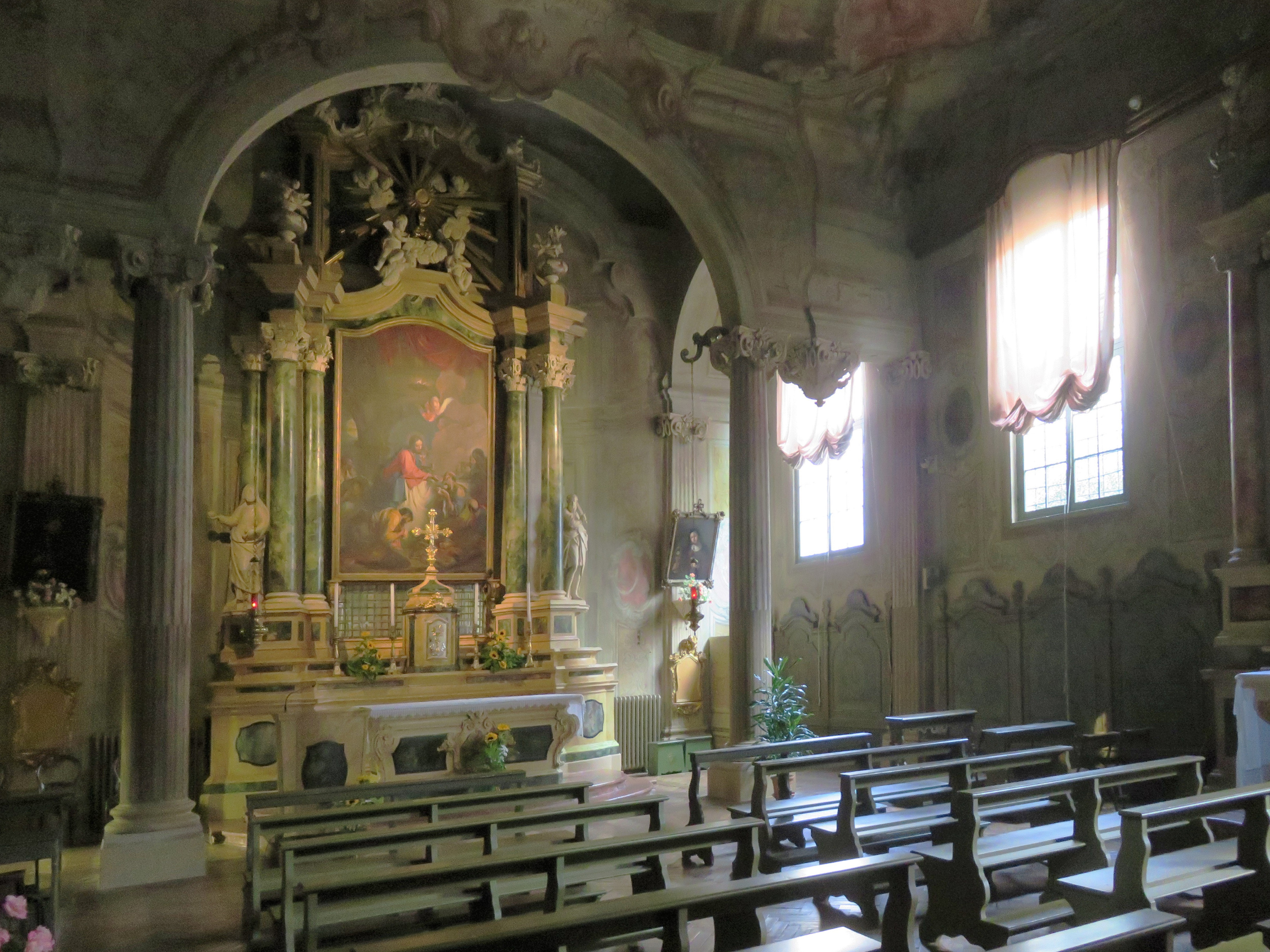
L'interno della chiesa

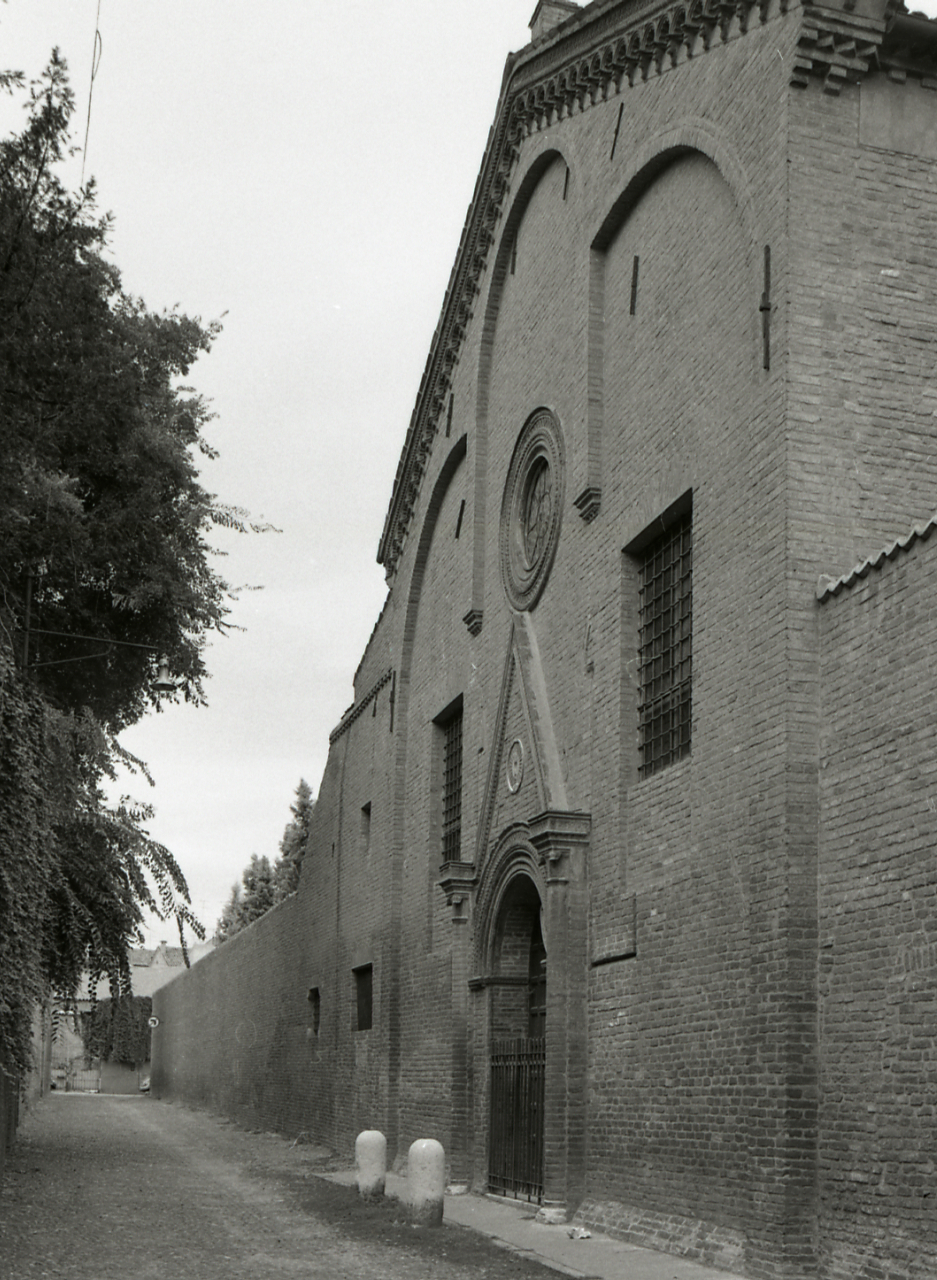
Chiesa del Corpus Domini nel servizio fotografico Paolo Monti.

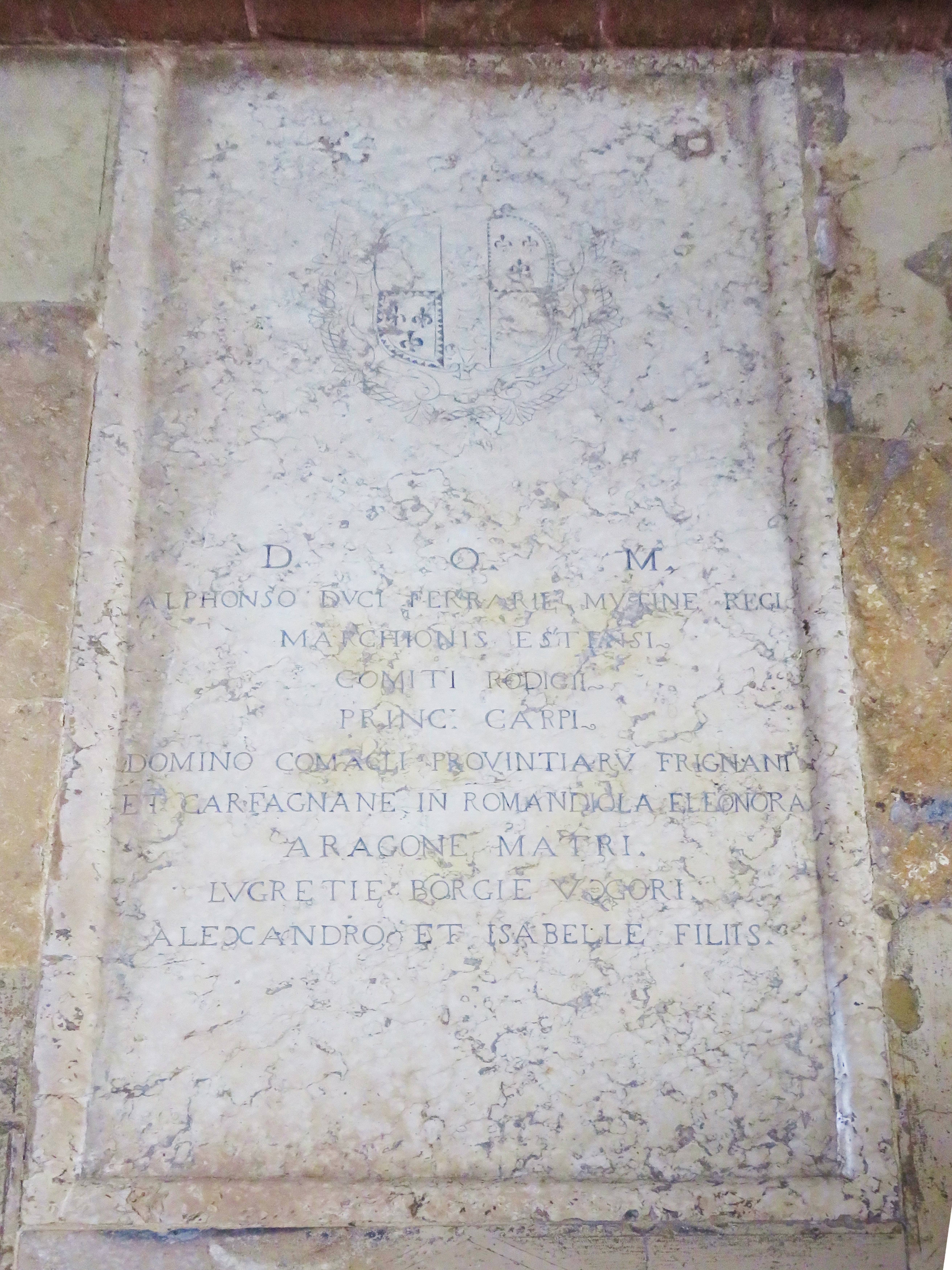
Tomba di Alfonso I d'Este, Lucrezia Borgia e di alcuni loro figli

Lo storico monastero venne fondato nel 1406 e, negli anni successivi, venne progressivamente ampliato. La devozione popolare, grazie alle donazioni, permise la costruzione di nuovi edifici che si andarono ad affiancare a quelli del nucleo originario.
La costruzione ebbe inizio effettivamente nel 1407, dopo che una monaca, suor Bernardina Sedazzari, ebbe acquisito l'area del Praisolo, e questi primi lavori terminarono nel 1419. Negli anni successivi la nobile Verde Pio di Carpi e la sorella, Taddea Pio, arrivarono al monastero ed ottennero che vi fosse istituita la clausura secondo la regola di Santa Chiara. Entrò in quel periodo anche Caterina Vegri, e il numero delle monache aumentò progressivamente sino a superare il centinaio.
Lentamente nuovi edifici si affiancarono ai precedenti e anche da ricerche in archivi storici svolte da Adriano Franceschini si ha conferma che nella seconda metà del XV secolo il complesso del Corpus Domini si stava ampliando. Giovanni Romei, un banchiere legato agli estensi, fece dono al convento del suo palazzo che sorgeva a breve distanza (Casa Romei) e in tal modo il complesso religioso raggiunse le dimensioni di un intero quartiere cittadino.

### Santa Caterina Vegri
I primi anni del monastero sono legati alla figura di Caterina Vegri, figlia di un nobile al servizio di Niccolò III d'Este. Caterina prima si unì ad un gruppo di giovani nobili che, pur senza far voti, conducevano vita in comune indirizzandosi verso una spiritualità di tipo monastico, poi entrò nel convento del Corpus Domini nel 1426 ed infine, nel 1432, vi divenne monaca.
Rimase a Ferrara fino al 1456, quando venne mandata a Bologna con alcune consorelle per fondare un nuovo monastero.

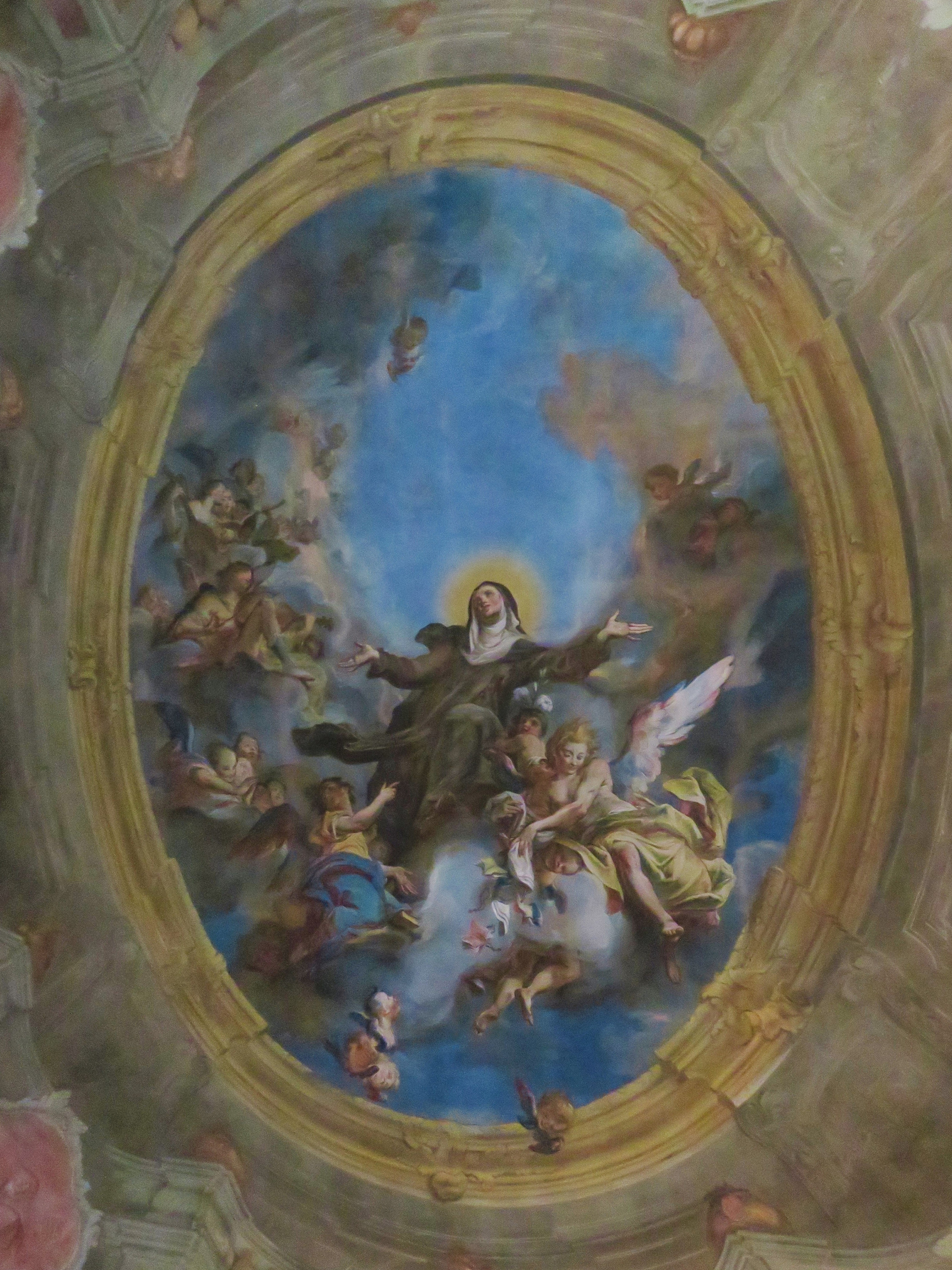
Soffitto della navata della chiesa con l'affresco della Gloria di santa Caterina Vegri

## Sepolture
Nel complesso religioso vi sono le tombe di alcuni membri della casata ducale estense:
- Leonello d'Este
- Maria d'Aragona[5]
- Eleonora d'Aragona
- Niccolò III d'Este
- Ricciarda di Saluzzo
- Ercole I d'Este
- Sigismondo I d'Este
- Alfonso I d'Este
- Giulio d'Este
- Ferrante d'Este
- Ercole II d'Este
- Eleonora d'Este, figlia di Alfonso I d'Este
- Eleonora d'Este, figlia di Ercole II d'Este
- Lucrezia Borgia
- Lucrezia d'Este
- Lucrezia de' Medici
- Alfonso II d'Este

Inoltre qui trovarono sepoltura:
Camilla Faà di Bruno e Cesare d'Aragona.

## La chiesa
La chiesa pubblica venne decorata in epoca tardobarocca. Sull'altare maggiore si trova la pala con la Comunione degli apostoli di Giambettino Cignaroli (1768), mentre il soffitto della navata presenta l'affresco della Gloria di santa Caterina Vegri, di Giuseppe Antonio Ghedini.